# Novi Commentarii Academiae Scientiarum Imperalis Petropolitanae
Novi Commentarii Academiae Scientiarum Imperialis Petropolitanae (abreviado Novi Comment. Acad. Sci. Imp. Petrop.) fue una revista con ilustraciones y descripciones botánicas que fue editada en San Petersburgo. Se publicaron 20 números en los años 1750-1776.